# Patrick Thaler
Patrick Thaler (Bozen, 23 maart 1978) is een Italiaans alpineskiër. Hij nam driemaal deel aan de Olympische Winterspelen, maar behaalde geen medaille.

## Carrière
Thaler maakte zijn wereldbekerdebuut in maart 1997 tijdens de reuzenslalom in Shiga-Kogen. Op 25 januari 2009 skiede Thaler naar een eerste podiumplaats in een wereldbekerwedstrijd op de slalom in Kitzbühel waar hij derde eindigde. Hij won nog geen wereldbekerwedstrijd.
Tijdens de Olympische Winterspelen 2006 nam Thaler deel aan de slalom. Op de slalom haalde hij de finish niet tijdens de eerste run. Vier jaar later, op de Olympische Winterspelen 2010 haalde hij het einde van de tweede run op de slalom niet.

## Resultaten

### Wereldkampioenschappen
| Jaar | Plaats            | Resultaten  |
| ---- | ----------------- | ----------- |
| 2007 | Åre               | DNF1 Slalom |
| 2009 | Val-d'Isère       | 7e Slalom   |
| 2013 | Schladming        | DNF2 Slalom |
| 2015 | Vail/Beaver Creek | DNF2 Slalom |
| 2017 | Sankt Moritz      | 24e Slalom  |

### Olympische Spelen
| Jaar | Plaats    | Resultaten  |
| ---- | --------- | ----------- |
| 2006 | Turijn    | DNF1 Slalom |
| 2010 | Vancouver | DNF2 Slalom |
| 2014 | Sotsji    | DNF1 Slalom |

### Wereldbeker

#### Eindklasseringen
| Seizoen   | Algm | SL  | RS  |
| --------- | ---- | --- | --- |
| 1997/1998 | 103e | -   | 42e |
| 1999/2000 | 117e | -   | 44e |
| 2003/2004 | 105e | 46e | -   |
| 2004/2005 | 58e  | 19e | -   |
| 2005/2006 | 57e  | 19e | -   |
| 2006/2007 | 101e | 38e | -   |
| 2007/2008 | 57e  | 20e | -   |
| 2008/2009 | 51e  | 18e | -   |
| 2009/2010 | 96e  | 34e | -   |
| 2010/2011 | 132e | 49e | -   |
| 2011/2012 | 51e  | 16e | -   |
| 2012/2013 | 46e  | 17e | -   |
| 2013/2014 | 21e  | 4e  | -   |
| 2014/2015 | 56e  | 18e | -   |
| 2015/2016 | 42e  | 10e | -   |
| 2016/2017 | 64e  | 22e | -   |
| 2017/2018 | 141e | 49e | -   |